# Silvio Carvalho Mitre
Silvio Carvalho Mitre (Oliveira, 24 de janeiro de 1947) é um médico e político brasileiro do estado de Minas Gerais.
Silvio Mitre foi deputado estadual em Minas Gerais, na 10ª e 11ª legislaturas, pelo PMDB.